# Craugastor jota
Craugastor jota är en groddjursart som först beskrevs av Lynch 1980.  Craugastor jota ingår i släktet Craugastor och familjen Craugastoridae. IUCN kategoriserar arten globalt som otillräckligt studerad. Inga underarter finns listade i Catalogue of Life.